# Emsberger Gyula
Emsberger Gyula (Felsőgalla, 1924. szeptember 22. – 2011. március 6.) magyar nemzetközi labdarúgó-játékvezető, ellenőr. Polgári foglalkozása a Tatabányai szénbányáknál volt gondnokság vezető.

## Pályafutása

### Labdarúgóként
Ifjúsági korában sokat kézilabdázott, asztaliteniszezett és tekézett. 17 éves korában kezdett focizni a tatabányai Bányagépgyár ifjúsági együttesében, hamarosan az első csapat hátvéd-játékosa lett. Igazolt játékosa volt, a Ganz TE és a Tatabányai Bányász csapatának is. Nem volt szerencséje a játéktéren, egy lábtörésnek köszönhetően hamar befejezte a labdarúgó sporttevékenységét.

### Nemzeti játékvezetés
A játékvezetői vizsgát 1947-ben tette le. A küldési gyakorlat szerint rendszeres partbírói tevékenységet is végzett. 1949-től NB III-as, 1952-től NB II-es, 1957-től NB I-es besorolásban részesült. Foglalkoztatására jellemző, hogy az 1969-es bajnoki idényben 15 mérkőzés, 1972/1973-ban Somlai Lajos társaságában 16 találkozó vezetésével bízták meg. A nemzeti játékvezetéstől 1974-ben vonult vissza. Első ligás mérkőzéseinek száma: 166.
| Időpont           | Helyszín                         | Mérkőzés típusa          | Mérkőzés       | Eredmény |
| ----------------- | -------------------------------- | ------------------------ | -------------- | -------- |
| 1957. április 14. | Rohonci úti stadion, Szombathely | első NB I-es mérkőzése   | Haladás–Csepel | 0 : 1    |
| 1974. február 3.  | Hungária krt., Budapest          | utolsó NB I-es mérkőzése | MTK–Bp. Honvéd | 0 : 1    |

#### Nemzeti kupamérkőzés
Vezetett kupadöntők száma: 1.

##### Magyar Népköztársasági Kupa
Technikai okok miatt az 1965–1966-os magyar labdarúgókupa döntőire 1967-ben került sor.
| Időpont           | Helyszín             | Mérkőzés típusa        | Mérkőzés              | Eredmény | Nézők száma |
| ----------------- | -------------------- | ---------------------- | --------------------- | -------- | ----------- |
| 1967. április 26. | Népstadion, Budapest | döntő második mérkőzés | Győri ETO–Ferencváros | 2 : 1    | 17 000      |

### Nemzetközi játékvezetés
A Magyar Labdarúgó-szövetség Játékvezető Bizottsága (JB) terjesztette fel nemzetközi játékvezetőnek, a Nemzetközi Labdarúgó-szövetség (FIFA) 1963-tól tartotta nyilván bírói keretében, de a jelvényt csak a követelményi szint teljesítésével 1966-ban kapta meg. A FIFA JB központi nyelvei közül a németet beszélte. Szinte minden korabeli nagy játékosnak - Franz Beckenbauer, Pelé, Johan Cruijff, Puskás, Czibor Zoltán -, neves válogatottaknak - brazil, spanyol, angol, olasz, német -, a Wembley Stadionban kétszer is működött, nemzetközi porondon is eredményes klubcsapatoknak - Internazionale, Real Madrid CF, PSV Eindhoven, - vezetett mérkőzéseket. Az MLSZ és a Bolgár labdarúgó-szövetség  együttműködése alapján több bolgár bajnoki mérkőzést vezetett. Az Európai Labdarúgó-szövetség (UEFA) égisze alatt több kupamérkőzés - Vásár Városok Kupája, Húsvéti torna Bécsben, Bajnokok Kupája, Kupagyőztesek Kupája -, válogatott találkozó vezetésével bízták meg. Az aktív nemzetközi játékvezetéstől 1974-ben a Twente Enschede–FK Dukla Praha UEFA-kupa valamint az Málta – NSZK Európa-bajnoki selejtező mérkőzéssel búcsúzott. A magyar nemzetközi játékvezetők rangsorában, a világbajnokság-Európa-bajnokság sorrendjében többedmagával a 8. helyet foglalja el 5 találkozó szolgálatával. Nemzetközi mérkőzéseinek száma: 53, ebből 14-et Európán kívül, 23 alkalommal partbíróként szerepelt. Válogatott mérkőzéseinek száma: 11, 9 esetben volt segítő partbírója a játékvezetőnek.

#### Labdarúgó-világbajnokság
A világbajnokságra vezető úton Mexikóba a IX., az 1970-es labdarúgó-világbajnokságra, valamint Nyugat-Németországba a X., az 1974-es labdarúgó-világbajnokságra a FIFA JB játékvezetőként/partbíróként foglalkoztatta. Mexikóban az MLSZ semmilyen sportdiplomáciai segítséget nem adott, végül azt a mérkőzést sem vezethette le, amelyre előzőleg már kijelölték. Kettő csoportmérkőzésen valamint a Peru–Brazília negyeddöntőn volt partbíró. Játékvezetői közreműködéseinek száma világbajnokságon: 3 (partjelző).

##### 1974-es labdarúgó-világbajnokság

###### Selejtező mérkőzés
| Időpont           | Helyszín                       | Mérkőzés típusa           | Mérkőzés           | Eredmény | Nézők száma |
| ----------------- | ------------------------------ | ------------------------- | ------------------ | -------- | ----------- |
| 1973. május 9.    | St. Jakob Park Stadion, Bázel  | előselejtező (2. csoport) | Svájc–Törökország  | 0 : 0    | 50 868      |
| 1973. október 14. | Augusztus 23 Stadion, Bukarest | előselejtező (4. csoport) | Románia–Finnország | 0 : 3    | 13 525      |

#### Labdarúgó-Európa-bajnokság
Az európai-labdarúgó torna döntőjébe vezető úton Belgiumba a IV., az 1972-es labdarúgó-Európa-bajnokságra, illetve Jugoszláviába az V., az 1976-os labdarúgó-Európa-bajnokságra az UEFA JB bíróként alkalmazta.

##### 1972-es labdarúgó-Európa-bajnokság

###### Selejtező mérkőzés
| Időpont            | Helyszín                               | Mérkőzés típusa           | Mérkőzés                     | Eredmény | Nézők száma |
| ------------------ | -------------------------------------- | ------------------------- | ---------------------------- | -------- | ----------- |
| 1970. november 11. | Ramón Sánchez Pizjuán Stadion, Sevilla | előselejtező (4. csoport) | Spanyolország–Észak-Írország | 3 : 0    | 26 215      |
| 1970. november 20. | Olimpiai Stadion, Róma                 | előselejtező (6. csoport) | Olaszország–Ausztria         | 2 : 2    | 58 752      |

##### 1976-os labdarúgó-Európa-bajnokság

###### Selejtező mérkőzés
| Időpont            | Helyszín              | Mérkőzés típusa           | Mérkőzés   | Eredmény | Nézők száma |
| ------------------ | --------------------- | ------------------------- | ---------- | -------- | ----------- |
| 1974. december 22. | Empire Stadion, Gżira | előselejtező (8. csoport) | Málta–NSZK | 0 : 1    | 12 528      |

#### Olimpiai játékok
Az egyik nagy álma volt, hogy olimpiai tornán működhessen. Az 1964. évi nyári olimpiai játékok előtt már a ruhaméreteket is levették róla, de a sor keze úgy intézkedett, hogy Zsolt István mehetett. Hasonló módon járt az 1972. évi nyári olimpiai játékok előtt is, ekkor már a ruhapróbán is túl volt, amikor közölték vele, hogy Palotai Károly fog utazni az olimpiára. Ezekben a pillanatokban a szerencse nem állt mellette.

#### Nemzetközi kupamérkőzés
Partbíróként döntő mérkőzése: 1.

##### Interkontinentális kupa
A mérkőzésre a FIFA Emsberger Gyulát, Aurelio Angonesét és McKenziet delegálta. Az akkori gyakorlat szerint a helyszínen sorsolással döntötték el, hogy ki vezesse  a mérkőzést. A szerencse Alastair McKenzie játékvezetőnek kedvezett. Így Emsberger és Angonese csak segítőként tevékenykedhetett. A következő sorsoláson az dőlt el, hogy ki lesz az egyes és ki a kettes partjelző, az olasz játékvezető lett az egyes segítő. Puskás Ferenc volt akkor a Panathinaikosz edzője, aki a játékvezetésről vesztes mérkőzés után a következőt nyilatkozta: Nagy elismerés illeti a skót játékvezetőt, példásan bíráskodott.
center>
| Időpont            | Helyszín                       | Mérkőzés típusa        | Mérkőzés                                 | Eredmény | Nézők száma |
| ------------------ | ------------------------------ | ---------------------- | ---------------------------------------- | -------- | ----------- |
| 1971. december 28. | Estadio Centenario, Montevideo | második döntő mérkőzés | Club Nacional de Football–Panathinaikosz | 2 : 1    | 63 000      |

##### UEFA-kupa
Az 1974–1975-ös UEFA-kupa UEFA-kupa negyedik szezonja.
| Időpont | Helyszín                           | Mérkőzés típusa | Mérkőzés                       | Eredmény |
| ------- | ---------------------------------- | --------------- | ------------------------------ | -------- |
| 1974.   | De Grolsch Veste Stadion, Enschede | 3. kör          | Twente Enschede–FK Dukla Praha | 5 – 0    |

## Sportvezetőként
1975-1979 között a FC Tatabánya technikai vezetője volt. Aktív játékvezetői pályafutását befejezve Komárom megye LSZ JB elnöke, az MLSZ JB majd Játékvezető Testület országos ellenőre.

## Sikerei, díjai
- A Komárom Megyei Labdarúgó-szövetség (LSZ) Játékvezető Bizottsága (JB) kiemelkedő társadalmi munkájának elismeréseként Aranysíp elismerésben részesítette.
- Szardínia szigetén vezetett mérkőzés után egy szoborral ajándékozták meg.
- A Real Madrid FC – FC Internazionale találkozón egy-egy Aranyórát kaptak, amiért a vezető bírót, Vadas Györgyöt el is tiltották a nemzetközi játékvezetéstől.